# Menorquins de la Florida
Els menorquins de Florida són un grup divers de persones que van partir de Menorca i es van establir a Saint Augustine, Florida, a finals del segle xviii. Tenen un dialecte propi, el menorquí de Florida.

## Concessió de terres
El Tractat de París (1763) va fer que Florida passés de mans dels espanyols a les de Gran Bretanya. El rei Jordi III del Regne Unit va emetre la Proclamació Reial de 1763 per promoure l'assentament del territori recentment adquirit. El Dr. Andrew Turnbull i els seus socis, Sir William Duncan i Sir Richard Grenville, tenien en possessió el títol de més de 100.000 acres de terra al territori, que havien adquirit recentment. Turnbull va començar amb un pla per traslladar 500 grecs per conrear anyil autèntic en les 20.000 acres assignades a Grenville. Va anar a Maó, Menorca, el juny de 1767, i després va viatjar a Liorna, Itàlia per reclutar més treballadors. Els que es van apuntar van ser enviats de tornada a Menorca. Mentrestant, els agents van trobar grecs corsos disposats a apuntar-se també. No va tenir tanta sort a la Grècia continental, amb només una mica més de 200 inscrits, però quan Turnbull va tornar a Maó al febrer va trobar que molts dels homes italians s'havien casat amb dones menorquines, i aproximadament 1.000 menorquins es van incorporar al projecte. El 17 d'abril de 1768 Turnbull va partir de Menorca amb vuit vaixells que transportaven 1403 colons. 148 van morir de camí a Sant Agustí i la colònia de Nova Esmirna, abans d'arribar a la nova colònia de Mosquito Inlet, a 70 milles al sud de Sant Agustí.

## Plantació i privació
Les condicions a la plantació eren dures, agreujades pel naufragi d'un vaixell de subministrament abans d'arribar a la colònia. La colònia en si no es va netejar i tenia manglars, que els treballadors havien de drenar i netejar abans d'aixecar un refugi addicional, ja que Turnbull només havia agafat provisions per a cinc-cents treballadors. La por a les tribus natives americanes locals, així com a la vida salvatge local com els al·ligàtors, van impedir que els colons s'aventurassin lluny del poble on es podien obtenir més aliments.
Les condicions laborals i de vida van portar a tres-cents colons a apoderar-se d'un vaixell i fugir cap al sud durant els primers anys. Van ser capturats per una fragata britànica i portats a Sant Agustí. Els van retornar a la colònia, llevat de dos que van ser executats. Els treballadors mandrosos eren colpejats, arraconats o encadenats a boles de ferro pesades.
Malgrat les privacions experimentades, els colons van poder netejar la terra, plantar collites i alçar habitatges. La situació es va tornar més estable entre 1771 i 1773, però es van trobar sequeres greus el 1773 i el 1775. A finals de 1768 havien mort un total de 450 persones. Gairebé 1.000 treballadors van morir en menys de 10 anys a causa de la desnutrició, la malària, l'escorbut i la gangrena. La producció d'anyil mai va donar el que s'esperava a causa de la sequera i l'esgotament del sòl, i la colònia estava endeutada des del principi. Turnbull i els seus associats van gastar més de 40.000 lliures durant aquest període.

## Sortida cap a Sant Agustí
Els menorquins van ser contractats com a servidors per un nombre determinat d'anys, a canvi de terres i llibertat. La majoria dels treballadors creien que els seus contractes s'acabarien en 9 anys, però Turnbull considerava que els nou anys començaven només després que s'haguessin pagat els deutes de la plantació. A la tardor de 1777, els treballadors havien decidit que n'hi havia prou, i alguns d'ells van caminar fins a Sant Agustí per demanar al governador de Florida Oriental, Patrick Tonyn, que els alliberés dels seus contractes. Toyn va donar refugi als treballadors, els va concedir una zona a la secció nord-oest de l'antiga ciutat emmurallada, ajudant a formar el nucli de Sant Agustí, on van practicar l'agricultura, la pesca i els oficis. La Pau de París (1783) va retornar Florida a Espanya, i els menorquins van provar sort amb ells i es van quedar a Sant Agustí quan Florida es va unir als Estats Units.

## Actualment
Avui dia, entre 20.000 i 26.000 descendents resideixen al comtat de St. Johns. Una gran aportació que els menorquins han fet a Sant Agustí és la seva cuina. Les especialitats inclouen la sopa de cloïsses menorquina, el pilau (arròs condimentat amb carn bullida) i les formatjades (pastes de formatge). Els pebrots dàtil també apareixen en diversos plats. A la dècada de 1980 es va fundar la Societat Cultural Menorquina per preservar i promocionar el patrimoni i la cultura menorquina. Els menorquins són esmentats set vegades a la novel·la de 1959, Alas, Babylon, de Pat Frank. Cada any se celebra a Sant Agustí una Festa del Patrimoni Menorquí.